# 伊佐郡
- 令制国一覧 > 西海道 > 薩摩国 > 伊佐郡
- 日本 > 九州地方 > 鹿児島県 > 伊佐郡

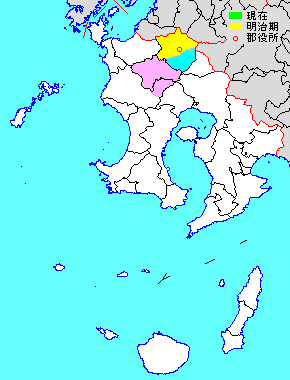
鹿児島県伊佐郡の位置（桃：第1次のみ所属 水色：第2次のみ所属）

伊佐郡（いさぐん）は、鹿児島県（薩摩国）にあった郡。

## 郡域
1879年（明治12年）に行政区画として発足した当時の郡域は、下記の区域にあたる。
- 薩摩郡さつま町の全域
- 伊佐市の大部分（大口曽木・大口針持・菱刈各町を除く）
- 薩摩川内市の一部（祁答院町各町）

1897年（明治30年）に再度発足した当時の郡域は、現在の伊佐市の全域にあたる。

## 歴史

### 伊佐郡（第1次）
- 「旧高旧領取調帳」の記載によると、明治初年時点では全域が薩摩鹿児島藩領であった[注 1]。（46村）
  - 後の南伊佐郡域（6郷余・23村） - 藺牟田郷、大村郷、宮之城郷、佐志郷、黒木郷、鶴田郷および太良郷・山崎郷の各一部
  - 後の北伊佐郡域（23村） - 羽月郷、山野郷および大口郷の一部
- 明治2年（1869年） - 羽月郷、山野郷および大口郷の一部が合併し牛山郷となる。
- 明治4年7月14日（1871年8月29日） - 廃藩置県により鹿児島県の管轄となる。
- 明治12年（1879年）2月17日 - 郡区町村編制法の鹿児島県での施行により、行政区画としての伊佐郡が発足。「宮之城郡役所」が屋地村に設置され、薩摩郡・大隅国菱刈郡とともに管轄。
- 明治14年（1881年）7月28日 - 薩摩郡・出水郡・高城郡・甑島郡とともに「隈之城郡役所」の管轄となる。
- 明治20年（1887年）5月9日 - 伊佐郡のうち上記6郷余の区域をもって南伊佐郡が、牛山郷の区域をもって北伊佐郡がそれぞれ発足[1]。同日伊佐郡（第1次）廃止。

### 伊佐郡（第2次）

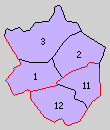
1.羽月村 2.大口村 3.山野村 11.菱刈村 12.太良村（紫：伊佐市）

- 明治30年（1897年）4月1日 - 郡制の施行のため、「牛山郡役所」が管轄する北伊佐郡・菱刈郡の区域をもって伊佐郡が発足[2]。以下の各村が所属。全域が現・伊佐市。郡役所が大口村に設置[3]。（6村）
  - 旧・北伊佐郡（3村） - 羽月村、大口村、山野村
  - 旧・菱刈郡（3村） - 菱刈村、東太良村、西太良村
- 明治31年（1897年）4月1日 - 郡制を施行。
- 大正7年（1918年）4月1日 - 大口村が町制施行して大口町となる。（1町5村）
- 大正12年（1923年）4月1日 - 郡会が廃止。郡役所は存続。
- 大正14年（1925年）1月1日 - 東太良村が改称して本城村となる。
- 大正15年（1926年）7月1日 - 郡役所が廃止。以降は地域区分名称となる。
- 昭和15年（1940年）
  - 4月29日 - 菱刈村が町制施行して菱刈町となる。（2町4村）
  - 11月10日 - 山野村が町制施行して山野町となる。（3町3村）
- 昭和29年（1954年）
  - 4月1日 - 大口町・山野町・羽月村・西太良村が合併して大口市が発足し、郡より離脱。（1町1村）
  - 7月15日 - 菱刈町・本城村が合併し、改めて菱刈町が発足。（1町）
- 平成20年（2008年）11月1日 - 菱刈町が大口市と合併して伊佐市が発足。同日伊佐郡消滅。

### 変遷表
| 明治22年4月1日 | 明治22年 - 明治45年   | 大正元年 - 大正15年         | 昭和元年 - 昭和19年   | 昭和20年 - 昭和63年    | 平成元年 - 現在        | 現在   |
| -------------- | --------------------- | --------------------------- | --------------------- | ---------------------- | ---------------------- | ------ |
| 大口村         | 明治30年4月1日 伊佐郡 | 大正7年4月1日 町制          | 大口町                | 昭和29年4月1日 大口市  | 平成20年11月1日 伊佐市 | 伊佐市 |
| 山野村         | 明治30年4月1日 伊佐郡 | 山野村                      | 昭和15年11月10日 町制 | 昭和29年4月1日 大口市  | 平成20年11月1日 伊佐市 | 伊佐市 |
| 羽月村         | 明治30年4月1日 伊佐郡 | 羽月村                      | 羽月村                | 昭和29年4月1日 大口市  | 平成20年11月1日 伊佐市 | 伊佐市 |
| 西太良村       | 明治30年4月1日 伊佐郡 | 西太良村                    | 西太良村              | 昭和29年4月1日 大口市  | 平成20年11月1日 伊佐市 | 伊佐市 |
| 菱刈村         | 明治30年4月1日 伊佐郡 | 菱刈村                      | 昭和15年4月29日 町制  | 昭和29年7月15日 菱刈町 | 平成20年11月1日 伊佐市 | 伊佐市 |
| 東太良村       | 明治30年4月1日 伊佐郡 | 大正14年2月11日 改称 本城村 | 本城村                | 昭和29年7月15日 菱刈町 | 平成20年11月1日 伊佐市 | 伊佐市 |